# Diospyros xavantina
Diospyros xavantina är en tvåhjärtbladig växtart som beskrevs av Sothers. Diospyros xavantina ingår i släktet Diospyros och familjen Ebenaceae. Inga underarter finns listade i Catalogue of Life.